# WORLD'S BEST SELECTION
『WORLD'S BEST SELECTION』 (ワールズ・ベスト・セレクション) は、日本のロックバンド、L'Arc〜en〜Cielの海外版ベスト・アルバム。2012年3月3日発売。発売元はGan-Shin Records。

## 解説
2011年に発表した『TWENITY』シリーズ以来約1年ぶりとなるベストアルバム。
本作は、L'Arc〜en〜Cielが初めて海外限定で発売した作品であり、ヨーロッパにおいてアジア圏のアーティストのCD流通業を営むドイツのレコード会社、Gan-Shin Recordsから発表されている。なお、本作は当初、2012年3月3日から海外8ヶ国10都市で全10公演を開催したワールドツアー「WORLD TOUR 2012」のライヴ会場限定で販売されていた。そして、ワールドツアーの欧州公演を終えた同年4月20日から、ヨーロッパ各国の一般レコード店などで本作のリリースが開始された。
本作の収録曲は、バンドの公式Facebookで実施した、L'Arc〜en〜Cielの楽曲の人気投票企画「L'Arc World Records」の投票結果をもとに決定されている。ちなみにこの投票企画は、日本国外のリスナーを対象とした施策となっている。また、本作に収録された「X X X」及び「CHASE」は、全英語詞バージョンとなる「X X X -English version-」「CHASE -English version-」で収録されている。この全英語詞バージョン2曲は、本作で初音源化された楽曲であり、ワールドツアー「WORLD TOUR 2012」ではこのバージョンで演奏されている。なお、この2曲は本作発売から約2ヶ月後の2012年5月23日に、「I Love Rock'n Roll」以来約2年2ヶ月ぶりの配信限定シングルというかたちで、日本国内を含め同時リリースされている。
前述の通り、本作は海外限定で発表された作品であり、現在まで日本国内では単体作品として販売されていない。ただ、日本国内においても、輸入盤を扱うレコード店や通販サイトの一部では本作が流通している。事実、2012年5月21日付のオリコン週間アルバムチャートにおいて、輸入盤のみの集計で、本作が週間8位にランクインしている。また、リリースから約1年後となる2013年3月20日に、日本国内で発売したライヴビデオ『20th L'Anniversary WORLD TOUR 2012 THE FINAL LIVE at 国立競技場』の初回限定盤には、本作が特典CDとして同梱されている。

## 収録曲
1. X X X -English version-
  - 作詞・作曲: hyde

38thシングルの表題曲の全英語詞バージョン。日本国内では2012年5月23日に配信限定シングルとしてリリースされた。
2. 瞳の住人
  - 作詞: hyde / 作曲: tetsuya

23rdシングルの表題曲。
3. MY HEART DRAWS A DREAM
  - 作詞: hyde / 作曲: ken

31stシングルの表題曲。
4. Blurry Eyes
  - 作詞: hyde / 作曲: tetsuya

1stシングルの表題曲。
5. 虹 (Album Version)
  - 作詞: hyde / 作曲: ken

7thシングルの表題曲。5thアルバム『HEART』に収録されたアルバムバージョンで収録。
6. 叙情詩
  - 作詞: hyde / 作曲: ken

27thシングルの表題曲。
7. flower
  - 作詞・作曲: hyde

5thシングルの表題曲。
8. the Fourth Avenue Café
  - 作詞: hyde / 作曲: ken

29thシングルの表題曲。
9. STAY AWAY
  - 作詞: hyde / 作曲: tetsuya

20thシングルの表題曲。
10. HONEY
  - 作詞・作曲: hyde

10thシングルの表題曲。
11. READY STEADY GO
  - 作詞: hyde / 作曲: tetsuya

22ndシングルの表題曲。特記はないが9thアルバム『SMILE』に収録されたアルバムバージョンで収録。
12. あなた
  - 作詞: hyde / 作曲: tetsuya

5thアルバム『HEART』収録曲。
13. Driver's High
  - 作詞: hyde / 作曲: tetsuya

17thシングルの表題曲。
14. GOOD LUCK MY WAY
  - 作詞: hyde / 作曲: tetsuya

37thシングルの表題曲。シングルバージョンではアルバム初収録。
15. New World
  - 作詞: yukihiro / 作曲: yukihiro, hyde

26thシングルの表題曲。
16. CHASE -English version-
  - 作詞: hyde / 作曲: ken, hyde

39thシングルの表題曲の全英語詞バージョン。日本国内では2012年5月23日に配信限定シングルとしてリリースされた。